# Центавър (ускорителен блок)
„Центавър“ (на английски: Centaur) е ускорителен блок, който се използва в конфигурацията на различни ракети-носители на САЩ. Използван е в повечето междупланетни програми на НАСА. В производство е до днес и се използва като връхна степен в различни модификации на ракетите „Титан“, „Атлас“ и „Делта“. Ускорителният блок е кръстен на кентаврите в древногръцката митология. Името му е плод на въображението на неговите конструктори Карл Босарт и д-р Крафт Ерике от конструкторския отдел на фирмата „Конвеър“.

## Дизайн
„Центавър“ е по същество умалена версия на ракетата-носител „Атлас“. Това е първият в света ускорителен блок, който използва криогенни, високоенергийни компоненти за гориво и окислител – течен водород (LH2) и течен кислород (LOX). Компонентите се съхраняват в горивни резервоари изработени от свръхлека неръждаема стомана, под високо налягане. Всъщност, горивния резервоар е един, като компонентите са разделени от двойна преграда фибростъкло тип „пчелна пита“ с дебелина 6,4 мм. Екстремно ниската температура на течния водород създава вакуум във фибростъклото и осигурява ниска топлопроводимост, като по този начин пречи на преноса на по-висока температура от по-топлия течен кислород. Ускорителния блок използва един или два течногоривни двигателя. Системата за управление е инерциална (на английски: inertial navigation unit или съкр. INU). Тази система обезпечава управлението на всички степени на ракетата-носител, тъй като те нямат собствени системи.

## Предназначение
„Центавър“ е предназначен за извеждане на космически апарат в геосинхронна орбита (увеличава полезния товар) или по траектория на отдалечаване от Земята при междупланетни полети. Ускорителният блок осигурява необходимите скорост и ориентация в пространството за постигане на точните параметри на траекторията. Използван е като връхна степен на различни носители.
Разработката започва през 1956 г. В края на 50-те години на 20 век е предложен като високоенергийна горна степен за „Сатурн I“, „Сатурн I B“ и „Сатурн V“, под наименованието „SV“. Не е използван при тези ракети, тъй като НАСА се спира на много по-големи горни степени за „Сатурн“. От 1966 до 1989 г. е използван като горна степен в 63 изстрелвания на ракетата-носител „Атлас“. От 1974 до 1977 г. е монтиран като трета степен при седем изстрелвания на „Титан“, модификация „Титан III E“, шест от които са успешни. Тази конфигурация извежда на траектория за отдалечаване от Земята междупланетните апарати „Викинг 1“, „Викинг 2“, „Вояджър 1“, „Вояджър 2“, „Хелиос 1“ и „Хелиос 2“. В по-ново време е използван в тежкия носител „Титан ІV В“. Последният „Титан-Центавър“ стартира през 2003 г. Има опция да бъде използван като интегрирана система за подпомагане в програмата „Спейс шатъл“. След катастрофата на космическата совалка „Чалънджър“ този проект е изоставен. Осъвременена версия на „Центавър“ е използвана в „Атлас V“ и ще бъде използвана в нови проекти на НАСА – „Делта IV Хеви“ и „Арес V“ през 2018 г.

## Спецификация
Ускорителният блок „Центавър“ има осем основни модификации, а някои от тях имат варианти в зависимост от основния носител, който ще бъде използван за полета. В зависимост от това, а и от избора на схема с един или два двигателя, спецификациите му варират силно. Най-общо, като физически параметри, ускорителния блок представлява:
- Височина – около 11,68 м.
- Диаметър – от 1,7 до 4,3 м.
- Маса – над 5400 (по-често над 16 000) кг.
- Двигатели – един или два течногоривни „Rocketdyne RL10A-4-2“ с тяга 99,2 kN.